# Sputinow (Alberta)
Sputinow je obec ve střední Albertě v municipálním distriktu č.87 Bonnyville, rozkládající se 46 km severně od silnice Highway 45, 60 km jižně od Cold Lake.